# Список лауреатов премии комсомола Татарии имени Мусы Джалиля

## Лауреаты премии Джалиля
| Год  | Лауреат | Основание для награждения | П           |
| ---- | --- | --- | ----------- |
| 1968 | Ильдар Юзеев | за сборник поэм и баллад «Миляуша» | [ 1 ] [ 2 ] |
| 1968 | Васил Маликов | за работы «Мулланур Вахитов», «Муса Джалиль», монумент «Павшим в борьбе за Советскую власть»                                                                                     | [ 1 ] [ 2 ] |
| 1970 | Равиль Файзуллин | за сборник стихов «Мрамор» | [ 1 ] [ 3 ] |
| 1970 | Юрий Федотов | за исполнение роли Михаила в спектакле «Зыковы» М. Горького; Лукашина — в спектакле «Однажды в новогоднюю ночь» Э. Брагинского и Э. Рязанова                                     | [ 1 ] [ 3 ] |
| 1972 | Ренат Харис | за создание первой национальной оратории «Человек» | [ 1 ] [ 3 ] |
| 1972 | Мирсаид Яруллин | за создание первой национальной оратории «Человек» | [ 1 ] [ 3 ] |
| 1972 | Татарский народный хор дворца культуры им. В. И. Ленина, худ. рук. Суфия Шагеева                                         | за концертно-исполнительную деятельность и большие успехи в развитии самодеятельного художественного творчества                                                                  | [ 1 ] [ 3 ] |
| 1974 | Туфан Миннуллин | за пьесы «Сыновья», «Судьбы, избранные нами» | [ 4 ] [ 3 ] |
| 1974 | Народный хореографический ансамбль «Юность» дворца культуры имени 10-летия ТАССР, худ. рук. Геннадий Скалозубов          | нет данных | [ 4 ] [ 3 ] |
| 1976 | Гази Кашшаф | за исследование жизни и творчества поэта-героя М. Джалиля | [ 5 ] [ 3 ] |
| 1976 | Рафаэль Мустафин | за исследование жизни и творчества поэта-героя М. Джалиля | [ 5 ] [ 3 ] |
| 1976 | Валерий Скобеев | за работы «Комсомольская молодёжная», «Чайки над Камой», «Джалиль», «Дорога», «Сельская жизнь», «У памятника Джалилю»                                                            | [ 5 ] [ 3 ] |
| 1978 | Фанис Яруллин | за книги «Неразлучный друг», «Дыхание» | [ 6 ]       |
| 1978 | Народный ансамбль «Саз» клуба химзавода «ПО Тасма» имени В. В. Куйбышева, худ. рук. Рифкат Гумеров                       | нет данных | [ 6 ]       |
| 1978 | Равиль Шарафеев | за создание сценических образов в спектаклях «Дружеский разговор» (Т. Миннуллин), «Река Белая» (М. Амир), «Не бросай огонь, Прометей!» (М. Карима), «Безумный день» (П. Бомарше) | [ 6 ]       |
| 1978 | Наиль Дунаев | за создание сценических образов в спектаклях «Дружеский разговор» (Т. Миннуллин), «Река Белая» (М. Амир), «Не бросай огонь, Прометей!» (М. Карима), «Безумный день» (П. Бомарше) | [ 6 ]       |
| 1978 | Зиннур Нурмухаметов | нет данных | [ 6 ]       |
| 1980 | Рашид Абдуллин | за цикл эстрадных песен 1978—1980 гг. | [ 5 ] [ 7 ] |
| 1980 | Наиль Валитов | за создание фильмов «Джалиль — страницы борьбы», «Дорога на сабантуй» | [ 5 ] [ 7 ] |
| 1980 | Авис Привин | за создание фильмов «Джалиль — страницы борьбы», «Дорога на сабантуй» | [ 5 ] [ 7 ] |
| 1982 | Разиль Валеев | за повесть «Хочется жить» и за цикл песен для молодёжи | [ 5 ] [ 7 ] |
| 1982 | Роберт Миннуллин | за сборники для детей «Акбай смотрит цирк», «Семеро запрягают коня», «Полетели на Луну» и за активную пропаганду литературы по телевидению                                       | [ 5 ] [ 7 ] |
| 1982 | Театр юного зрителя имени Ленинского комсомола                                                                           | за большую работу по коммунистическому воспитанию молодёжи | [ 5 ] [ 7 ] |
| 1984 | Ризван Хамид | за пьесы «Под знаком Марса», «Охота на волков» | [ 5 ] [ 8 ] |
| 1984 | Татарская цирковая группа «Юность» Союзгосцирка                                                                          | за цикл концертно-развлекательных программ 1982—1984 гг. и большой вклад в дело воспитания дружбы народов СССР                                                                   | [ 5 ] [ 8 ] |
| 1984 | Алсу Гарифуллина, худ. рук. вокального ансамбля «Әйлән-бәйлән» Чирки-Гришинской средней школы Буинского района           | за большую работу по коммунистическому воспитанию молодёжи | [ 5 ] [ 8 ] |
| 1984 | Владимир Муравьёв | за большую работу по коммунистическому воспитанию молодёжи | [ 5 ] [ 8 ] |
| 1986 | Римма Ибрагимова | за концертную программу, посвящённую 40-летию Победы, за концертную деятельность 1984—1986 гг.                                                                                   | [ 9 ]       |
| 1986 | Струнный квартет Казанской государственной консерватории, худ. рук. Шамиль Монасыпов                                     | за концертную деятельность 1984—1986 гг. и большую работу по эстетическому воспитанию молодёжи                                                                                   | [ 9 ]       |
| 1986 | Равиль Бухараев | за переводы на русский язык произведений М. Джалиля и Г. Тукая | [ 9 ]       |
| 1986 | Детский хор дворца пионеров и школьников им. А. Алиша                                                                    | нет данных | [ 9 ]       |
| 1986 | Клуб технического творчества «Факел» Вахитовского района                                                                 | нет данных | [ 9 ]       |
| 1986 | Социально-педагогический комплекс при школе № 16 г. Нижнекамска                                                          | нет данных | [ 9 ]       |
| 1988 | Зульфат | за книгу стихов «Осенние костры», поэму «Последняя ночь» и цикл стихов, опубликованных в журналах «Казан утлары», «Ялкын»                                                        | [ 9 ]       |
| 1988 | Рубин Абдуллин | за пропаганду органной музыки | [ 9 ]       |
| 1988 | Константин Васильев | за картину «Парад — 41» | [ 9 ]       |
| 1988 | Дамир Сиразиев | за создание спектакля «Плаха» (Ч. Айтматов) Татарского государственного академического театра им. Г. Камала                                                                      | [ 9 ]       |
| 1988 | Сергей Скоморохов | за создание спектакля «Плаха» (Ч. Айтматов) Татарского государственного академического театра им. Г. Камала                                                                      | [ 9 ]       |
| 1988 | Нариман Гарифуллин | за создание спектакля «Плаха» (Ч. Айтматов) Татарского государственного академического театра им. Г. Камала                                                                      | [ 9 ]       |
| 1988 | Шамиль Бариев | за создание спектакля «Плаха» (Ч. Айтматов) Татарского государственного академического театра им. Г. Камала                                                                      | [ 9 ]       |
| 1988 | Ильдус Ахметзянов | за создание спектакля «Плаха» (Ч. Айтматов) Татарского государственного академического театра им. Г. Камала                                                                      | [ 9 ]       |
| 1988 | Зульфира Зарипова | за создание спектакля «Плаха» (Ч. Айтматов) Татарского государственного академического театра им. Г. Камала                                                                      | [ 9 ]       |
| 1988 | Литературно-музыкальное объединение «Җидегән чишмә», худ. рук. Рахмай Хисматуллин                                        | нет данных | [ 9 ]       |
| 1988 | Риф Гатауллин | за пропаганду национального музыкального искусства | [ 9 ]       |
| 1988 | Гульзада Сафиуллина | за пропаганду национального музыкального искусства | [ 9 ]       |
| 1990 | Ркаил Зайдулла | за книгу стихов «Провидение» | [ 10 ]      |
| 1990 | Народный ансамбль песни и танца «Агидель» Актанышского района, худ. рук. Робсон Мусин                                    | нет данных | [ 10 ]      |
| 1990 | Вокально-инструментальный ансамбль «Булгар» Татарской государственной филармонии им. Г. Тукая, худ. рук. Ильгам Мустафин | нет данных | [ 10 ]      |
| 1990 | Детская музыкальная хоровая студия «Пионерия Татарии», худ. рук. Наталья Сизова                                          | нет данных | [ 10 ]      |
| 1990 | Народный эстрадно-хореографический ансамбль «Мгновение», худ. рук. Елена Ишбулатова                                      | нет данных | [ 10 ]      |
| 1990 | Владимир Федотов | нет данных | [ 11 ]      |